# 相原義一
相原 義一（あいはら ぎいち / あいはら よしかず）は、アニメ「宇宙戦艦ヤマトシリーズ」の登場人物。
声優は、オリジナルでは野村信次、リメイクアニメシリーズでは國分和人。『SPACE BATTLESHIP ヤマト』での俳優はマイコ。

## キャラクター解説
ヤマトの通信班長で第一艦橋に所属。「班長」という肩書ではあるが、通信班自体の立ち位置が独立部署だったり航海班の下位部署だったりと曖昧であるため、相原も戦闘班長の古代進や航海班長の島大介と同格として扱われる場合もあれば、その部下の南部康雄や太田健二郎と同格として扱われる場合もあり、立場が安定していない。ただし、第1作『宇宙戦艦ヤマト』第3話では「島の下で通信を担当する」と自己紹介しており、隊員服の襟に関しても、全員が色付きになった『宇宙戦艦ヤマトIII』を除き、非班長を示す白襟に統一されている。岩手県出身。
「第一艦橋におけるその他大勢」の1人ではあるが、固有のエピソードが描かれることやその個性が発揮されることがなかった太田や南部に比べると、第1作第19話における望郷エピソード、『さらば宇宙戦艦ヤマト 愛の戦士たち』『宇宙戦艦ヤマト2』冒頭における古代と同艦での勤務、『ヤマトIII』における藤堂晶子とのロマンスなど、目立つ役回りが多かった。
第1作当初は幼さの残る顔立ちで、身長も180センチメートルという長身だったが、第19話の制作時にデザインが一新された。第19話までのデザインは小泉謙三、第19話からのデザインは岡迫亘弘によるものである。
下の名前の「義一」が劇中で呼ばれたのは第1作第19話と『ヤマトIII』第3話のみ。呼称は第1作では「よしかず」、『ヤマトIII』では「ぎいち」と、それぞれ異なっているが、第1作第19話にて相原の母親が「よしかず」と呼んでいるため「よしかず」が正しい名である。
なお、第1作の企画書段階ですでに「相原義一」（読みは「あいはらぎいち」）という氏名や通信リーダーという役職を持つ設定が存在しており、そのまま本編まで引き継がれた唯一の人物である。企画当初は主人公・小竹忍（古代の原型となる人物）と2人だけで生き残って地球へ帰還し、着陸時に絶命する役柄だった。

## 劇中での登場
宇宙戦艦ヤマト
第3話から登場。第19話では敵将ドメルの厭戦化工作で設置されたリレー通信衛星によって一時的にヤマトと地球の交信が回復した際、通信長の職権を濫用して家族とひそかに交信し、極度のホームシックからノイローゼにかかってしまう。通信中に父の臨終に遭遇して激しく動揺する現場を古代に目撃されて我を失い、捨てゼリフを残して宇宙服姿で艦外へ離脱するが、遊泳中にリレー通信衛星を発見して瞬時に敵の意図を看破し、救出に来た古代のコスモゼロで同衛星を破壊することを経て、ヤマトの乗組員へ向けられた心理作戦の元凶を自らの手で絶つ。
なお、第11話では太田であるはずの人物を艦長の沖田十三が「相原」と呼んでいる。
さらば宇宙戦艦ヤマト 愛の戦士たち
当初は古代とともに第15輸送補給船護衛艦隊に勤務していたが、テレサからの謎のメッセージを受け取り、ヤマトへ再び乗艦する。その後、白色彗星帝国との戦いを経て艦内の主要人物の大半が死亡する中、生き残って地球へ帰還した数少ない1人となる。
なお、ヤマトの発進後に地球へ敬礼するシーンではセルの塗りミスがあり、技術班のユニフォームになっている。
宇宙戦艦ヤマト2
第1話から登場。古代以外の主要キャラクターで唯一ヤマトに残留し、外周艦隊として勤務していた。その後の活躍は『さらば』とほぼ同様だが、新規エピソードである島とテレサのロマンスに関連した若干の出番が追加されている。第7話以降、テレサからのメッセージを受け取るたびに、島が航路決定のためと称してテレサとの通信任務を横取りしたことから、自らは手持ち無沙汰となって不平を洩らしている。その後もテレサが気になって仕方がない島にはたびたび軽んじられ、通信機器を乱暴に扱われるなど、何かととばっちりを食う。
宇宙戦艦ヤマト 新たなる旅立ち
序盤で島や真田志郎らと共に退院してくる。なかなか退院させてもらえなかったことに対して「まるで牢屋に入ってる気分だった」と古代にささやくが、その直後に「看護婦にモテモテで脂下がっていた」「一生入院していたいと言っていた」と、軍医の佐渡酒造や調査・分析ロボットのアナライザーから暴露されている。また、ボートを転覆させた徳川太助を「徳川さんのせがれにしちゃ出来が悪い」と評して笑っていたが、直後に南部から「お前も新入りの頃はああだった」と突っ込まれている。
ヤマトよ永遠に
暗黒星団帝国が地球へ侵攻してきた際、ポータブル通信機を背負って避難した「英雄の丘」で古代をはじめとするヤマトの旧乗組員と合流し、イカルス天文台の真田と連絡を取ることに成功する。高速連絡艇の発進シーンでは、負傷して取り残された森雪を助けに飛び降りようとした古代を強引に機内へ引き上げた。なお、未公開シーンではその後、雪を残してきたことを古代に責められ、殴られている。
敵母星（偽地球）での歓迎式典では、聖総統スカルダートの側近であるサーダに出された飲み物のグラスをくすね、それをヤマトで解析した結果、指紋が付着していないことが判明し、敵母星のすべてが嘘であることの看破へつながる。
宇宙戦艦ヤマトIII
第3話から登場。南十字島で小鳥を一緒に埋葬したことをきっかけに、地球防衛軍司令長官の藤堂平九郎の孫娘である藤堂晶子と恋に落ちる。地球との定期交信時には、仕事のついでに約束の印として野菊の押し花を見せ合う。
第17話・第18話におけるガルマン・ガミラス帝国による太陽制御計画の際には、古代の計らいから連絡要員として真田や坂東たちと一緒に工作船に乗船して太陽系に赴き、出迎えに訪れた藤堂に秘書として同行してきた晶子とわずかな2人きりの時間を過ごす。
宇宙戦艦ヤマト 完結編
序盤にヤマトからガルマン・ガミラスへ通信を試みる。終盤ではヤマトの自爆を宣言した沖田をかばう古代のことを、「あんた、あんな作戦を了承できるのか!!」と非難する。その後、加藤四郎によって沖田の残留を知った際には動揺し、乗組員たちをかき分けてヤマトの姿を追おうとしたが、その先で敬礼している古代と雪の姿を見て沖田の決意を汲み取る。

## SPACE BATTLESHIP ヤマト
本作では性別が女性に変更され、姓の「相原」のみ同じで名は不明。序盤は沖田艦へ乗艦している。ヤマトでは航海班に所属しており、制服は島と同じ白地に緑矢印である。通信だけでなく、第1作における雪と太田の業務であるレーダー員も兼任している。最終決戦時には古代の退鑑命令を受け入れ、島や雪たちとともに地球へ帰還する。

## リメイクアニメ
『宇宙戦艦ヤマト』のリメイク作品である『宇宙戦艦ヤマト2199』を初作とする本シリーズでは、森雪と同じ船務科の所属で、通信管制を担う通信長という立場になっている。階級は三等宙尉。
容姿は眉が細く前髪が短めに変更されており、第1作における変更前と変更後を足して割ったような顔立ちだが、身長は古代たちと大差ない。名前の読みは「よしかず」に統一されている。

### 劇中での登場（リメイクアニメ）
宇宙戦艦ヤマト2199
第2話のイスカンダルのメッセージが公開されるシーンで初登場。年齢は22歳。
同じ船務科の岬百合亜のことを気にしていたらしく、第15話で彼女が保安部の星名透と手をつないでその場から立ち去った（正確には連れて行かれた）ときには落胆していた。その後は立ち直ったが、第16話ではやや達観したような物言いをするようになっており、南部から「お前変わったな」と突っ込まれている。ユリーシャ・イスカンダルに憑依されていた間の百合亜については他のクルーたちと同様に気づかず、知った後には彼女が元に戻れるかを心配している。
望郷エピソードはオミットされたが、最終話ではイスカンダルからの帰路で地球との交信が回復した際に父の死を知り、このままでは母まで死んでしまうのではないかという不安と悲しみに暮れ、古代に励まされるシーンが描かれている。
漫画版（むらかわみちお）
ヤマトに乗艦するまでは宇宙へ出たことがなく、単行本第2巻で宇宙空間から地球を見下ろした際には想像以上の酷さに唖然としている。第6巻では漫画版独自の過去エピソードが追加されており、聴覚が優れていることから音楽大学へ進む予定だったが、音大自体が廃止されてしまい、高校の先生に軍隊の通信技術兵への道を奨められたという経緯が描かれている。
宇宙戦艦ヤマト2199 星巡る方舟
序盤で登場早々に交代要員の市川純と交代するため、ヤマト艦内ではほとんど活躍しない。ヤマトが異空間の謎の惑星へ引き寄せられると、通信要員として古代や技術科の桐生美影らに同行し、その地上へ降り立つ。
なお、本作では技術科の佐野史彦と協力して超空間ネットワークの構築を試みているというエピソードがシナリオ段階まで存在していたが、本編ではカットされて設定のみとなった。
宇宙戦艦ヤマト2202 愛の戦士たち
第1話において、古代や南部とともに戦艦「ゆうなぎ」の乗組員として初登場。年齢は26歳。第3話・第4話で他のヤマト乗組員とともに決起し、再びヤマトに乗艦する。